# Université Cuttington
L'université Cuttington (en anglais : Cuttington University) est une université privée située dans le district de Suakoko, au Liberia.

## Personnalités liées à l'université

### Étudiants
- Bismarck Kuyon (1939-2014), un homme politique et éducateur libérien ;
- Facia Boyenoh Harris (?-), une journaliste et une militante des droits des femmes du Liberia ;
- Jewel Taylor (1963-), une femme d'État libérienne;
- Papa Susso (1947-), un griot gambien;
- Sara Frances Beysolow Nyanti (1968-), experte en développement international, pasteure et femme politique libérienne;

## Source
- (en) Cet article est partiellement ou en totalité issu de l’article de Wikipédia en anglais intitulé « Cuttington University » (voir la liste des auteurs).